# Santiago Calle
Santiago Calle (Cañar, Ecuador, 12 de febrero de 1984) es un futbolista  ecuatoriano. Juega de defensa central y su equipo actual es la Clan Deportivo Clan Juvenil de la Serie B de Ecuador.

## Clubes
| Club                        | País    | Año       |
| --------------------------- | ------- | --------- |
| Aucas                       | Ecuador | 2001-2008 |
| Olmedo                      | Ecuador | 2008-2010 |
| Valle del Chota             | Ecuador | 2011      |
| Manta FC                    | Ecuador | 2012-2014 |
| CD Olmedo                   | Ecuador | 2015      |
| Clan Deportivo Clan Juvenil |         |           |
| Club Patrón Mejía           | Ecuador | 2022      |

- Datos: Q2840216